# Schleifton (Litauisch)
In der litauischen Sprache wird mit Schleifton (tvirtagalė, kylančioji oder tęstinė priegaidė) einer der beiden Tonakzente für lange Vokale und Diphthonge bezeichnet. Der ihn tragende Laut ist über die ganze Länge betont. Je nach Region kann die Betonung am Anfang oder am Ende des Lautes stärker sein oder auch völlig gleichmäßig bleiben.
Die Tonakzente bleiben in der Schrift gewöhnlich unbezeichnet. In Nachschlagewerken wird der Schleifton mit einer Tilde ˜ gekennzeichnet (in der Lituanistik „Zirkumflex“ genannt), die bei Diphthongen auf dem zweiten Bestandteil steht.
In der Hochsprache ist der Unterschied zwischen den beiden Tonakzenten bei Einzelvokalen kaum hörbar und bereitet auch den Litauern selbst Probleme. Bei Diphthongen hingegen zeichnet sich der Schleifton durch die Schwächung oder Angleichung der beteiligten Vokale aus; oft wird auch der zweite Laut gelängt (mitunter auch beide).
Der zweite Tonakzent der litauischen Hochsprache ist der Stoßton (tvirtapradė, krintančioji oder staiginė priegaidė).